# Clingen
Clingen é uma cidade da Alemanha localizado no distrito de Kyffhäuserkreis, estado da Turíngia.  Pertence ao Verwaltungsgemeinschaft de Greußem.

## Demografia
Evolução da população (em 31 de dezembro):
| - 1994 - 1.239 - 1995 - 1.256 - 1996 - 1.259 - 1997 - 1.249 | - 1998 - 1.242 - 1999 - 1.221 - 2000 - 1.222 - 2001 - 1.215 | - 2002 - 1.178 - 2003 - 1.140 - 2004 - 1.138 |

Fonte: Datenquelle - Thüringer Landesamt für Statistik